# Ankilimalinike
Ankilimalinike est une commune urbaine malgache située dans la partie ouest de la région d'Atsimo-Andrefana. La commune est traversée par la rivière Manombo. Son nom signifie: localité des tamariniers à petite taille 

## Économie
La culture du manioc et du coton sont les principales ressources de la commune.